# Unione Sportiva Savoia 1926-1927
Questa voce raccoglie le informazioni riguardanti il Savoia nelle competizioni ufficiali della stagione 1926-1927.

## Stagione
La stagione 1926-1927 fu l'8ª stagione sportiva del Savoia, 1ª partecipazione in Coppa Italia.
Seconda Divisione 1926-1927 (Girone Campano): 1º posto

Seconda Divisione 1926-1927 (Girone finale): 1º posto
- (Perde lo spareggio con il Terni giunto primo a pari merito nel Girone finale)

## Divise
| Manica sinistra · Maglietta · Manica destra · Pantaloncini · Calzettoni |

## Organigramma societario
Area direttiva
- Presidente:  Teodoro Voiello

Area tecnica
- Allenatore:  Carlino

## Rosa
| N. |                   | Ruolo | Calciatore         |
| -- | ----------------- | ----- | ------------------ |
|    | Italia (bandiera) | P     | Giuseppe Barberis  |
|    | Italia (bandiera) | P     | Antonio Pellegrino |
|    | Italia (bandiera) | D     | Michele Giraud     |
|    | Italia (bandiera) | D     | Gennaro Rescigno   |
|    | Italia (bandiera) | C     | Oscar Cirillo      |
|    | Italia (bandiera) | C     | Raffaele Giraud    |
|    | Italia (bandiera) | C     | Mario Orsini I     |
|    | Italia (bandiera) |       | Antonio Balzano    |
|    | Italia (bandiera) |       | Antonio Coppola    |
|    | Italia (bandiera) |       | Pasquale De Nicola |

| N. |                   | Ruolo | Calciatore        |
| -- | ----------------- | ----- | ----------------- |
|    | Italia (bandiera) |       | Gennaro Esposito  |
|    | Italia (bandiera) |       | Iesi              |
|    | Italia (bandiera) |       | Carlo Ippolito    |
|    | Italia (bandiera) |       | Salvatore Maresca |
|    | Italia (bandiera) |       | Alfonso Orsini II |
|    | Italia (bandiera) |       | Papa              |
|    | Italia (bandiera) |       | Pollio            |
|    | Italia (bandiera) |       | Scarpa            |
|    | Italia (bandiera) |       | Suarato           |

## Calciomercato
| Acquisti | Acquisti | Acquisti | Acquisti   |
| R.       | Nome     | da       | Modalità   |
| -------- | -------- | -------- | ---------- |
|          |          |          | definitivo |

| Cessioni | Cessioni | Cessioni | Cessioni   |
| R.       | Nome     | a        | Modalità   |
| -------- | -------- | -------- | ---------- |
|          |          |          | definitivo |

## Risultati

### Seconda Divisione

#### Girone di andata
| 26 dicembre 1926 1ª giornata |  | – (Savoia riposa) |  |  |

| Arbitro: | Apicella |

|               |           |                                     |
| Balossino 55’ | Marcatori | 68’, 75’, 90’ De Nicola 88’ Maresca |

| Cava dei Tirreni 9 gennaio 1927 3ª giornata                | Cavese    | 0 – 2                    | Savoia |  |
| \| \| \| \| \| \| Marcatori \| 30’ Suarato 79’ Ippolito \| |           |                          |        |  |
|                                                            |           |                          |        |  |
|                                                            | Marcatori | 30’ Suarato 79’ Ippolito |        |  |

| Arbitro: | Fontana |

|                       |           |              |
| Orsini I 28’ Iesi 43’ | Marcatori | 52’ Accarino |

| Torre Annunziata 23 gennaio 1927 5ª giornata | Savoia | 3 – 0 | Stabia | Campo Oncino |

| Salerno 13 febbraio 1927 6ª giornata | Campania FBC | 0 – 0 | Savoia | \| Arbitro: \| De Crescenzo \| |
| Arbitro:                             | De Crescenzo |       |        |                                |

| Arbitro: | Ferrorelli |

|                                         |           |                   |
| Balzano ?’, ?’, ?’, ?’, ?’ Maresca Iesi | Marcatori | Scalzone D'Errico |

#### Girone di ritorno
| 6 marzo 1927 8ª giornata |  | – (Savoia riposa) |  |  |

| Torre Annunziata 13 marzo 1927 9ª giornata | Savoia | 2 – 1 | Maddalonese | Campo Oncino |

| Arbitro: | Mastracchio |

|                                                |           |  |
| Maresca 20’, 35’, 70’ Orsini I 42’ Cirillo 90’ | Marcatori |  |

| Scafati 27 marzo 1927 11ª giornata | Scafatese | 0 – 2 | Savoia |  |

| Castellammare di Stabia 3 aprile 1927 12ª giornata | Stabia    | 0 – 1       | Savoia |  |
| \| \| \| \| \| \| Marcatori \| 55’ Maresca \|      |           |             |        |  |
|                                                    |           |             |        |  |
|                                                    | Marcatori | 55’ Maresca |        |  |

| Arbitro: | Bronzo |

|                                                      |           |             |
| Papa ?’, ?’, ?’, ?’, ?’ Maresca ?’, ?’, ?’ Pollio ?’ | Marcatori | ?’ Clarizia |

| Aversa 15 maggio 1927 14ª giornata | Aversana | 1 – 3 | Savoia |  |

### Finali Lega Sud

#### Girone di andata
| Messina 5 giugno 1927 1ª giornata | Messinese | 0 – 0 | Savoia |  |

| Terni 12 giugno 1927 2ª giornata | Terni | 0 – 0 | Savoia |  |

| Arbitro: | Migliarini (Roma) |

|                         |           |             |
| Orsini I 5’ Maresca 80’ | Marcatori | 60’ Marcone |

#### Girone di ritorno
| Arbitro: | Benvignati (Roma) |

|                               |           |                |
| Maresca 16’ Rescigno 50’, 89’ | Marcatori | 32’, 67’ Currò |

| Torre Annunziata 3 luglio 1927 5ª giornata | Savoia | 0 – 0 | Terni | Campo Oncino |

| Città di Castello 10 luglio 1927 6ª giornata | Tiferno | 0 – 2 (A tavolino) | Savoia |  |

### Spareggio
| Roma 17 luglio 1927 Spareggio 1º posto | Terni | 1 – 0 (d.t.s.) | Savoia |  |

## Coppa Italia

### Fase eliminatoria
| Torre Annunziata 11 novembre 1926 Fase eliminatoria | Savoia | – (Gara persa a tavolino per entrambe) | Ideale | Campo Oncino |

## Statistiche

### Statistiche di squadra
| Competizione                                 | Punti | Totale | Totale | Totale | Totale | Totale | Totale |
| Competizione                                 | Punti | G      | V      | N      | P      | Gf     | Gs     |
| -------------------------------------------- | ----- | ------ | ------ | ------ | ------ | ------ | ------ |
| Seconda Divisione 1926-1927 Girone C Campano | 23    | 12     | 11     | 1      | 0      | 40     | 7      |
| Seconda Divisione 1926-1927 Finali Lega Sud  | 9     | 6      | 3      | 3      | 0      | 7      | 3      |
| Totale                                       | 32    | 18     | 14     | 4      | 0      | 47     | 10     |

### Statistiche dei giocatori[2]
| Giocatore          | Girone Campano | Girone Campano | Girone finale | Girone finale | Totale | Totale |
| Giocatore          | Pres           | Gol            | Pres          | Gol           | Pres   | Gol    |
| ------------------ | -------------- | -------------- | ------------- | ------------- | ------ | ------ |
| Antonio Balzano    | 5              | 5              | 2             | 0             | 7      | 5      |
| Barberis           | 0              | 0              | 2             | -3            | 2      | -3     |
| Oscar Cirillo      | 5              | 1              | 2             | 0             | 7      | 1      |
| Antonio Coppola    | 1              | 0              | 0             | 0             | 1      | 0      |
| Pasquale De Nicola | 2              | 3              | 0             | 0             | 2      | 3      |
| Gennaro Esposito   | 4              | 3              | 0             | 0             | 4      | 3      |
| Michele Giraud     | 1              | 0              | 0             | 0             | 1      | 0      |
| Raffaele Giraud    | 6              | 0              | 2             | 0             | 8      | 0      |
| Iesi               | 3              | 2              | 0             | 0             | 3      | 2      |
| Ippolito           | 5              | 1              | 2             | 0             | 7      | 1      |
| Salvatore Maresca  | 5              | 9              | 2             | 2             | 7      | 11     |
| Alfonso Orsini II  | 6              | 0              | 2             | 0             | 8      | 0      |
| Mario Orsini I     | 6              | 2              | 2             | 1             | 8      | 3      |
| Papa               | 1              | 5              | 0             | 0             | 1      | 5      |
| Pellegrino         | 2              | -2             | 0             | 0             | 2      | -2     |
| Pollio             | 1              | 1              | 2             | 0             | 3      | 1      |
| Rescigno           | 6              | 0              | 2             | 2             | 8      | 2      |
| Scarpa             | 2              | 0              | 0             | 0             | 2      | 0      |
| Suarato            | 5              | 1              | 2             | 0             | 7      | 1      |